# Un sogno di libertà
Un sogno di libertà è il quinto singolo estratto dall'album Evoluzione della specie, dopo "Il sole di domenica", "L'amore è un gioco", "Ci vediamo a casa" e il duetto con Professor Green "Read all about it".

## Il brano
La scelta del brano come singolo successivo è stata annunciata dalla stessa Dolcenera al programma TV London Live 2.0 dove la cantante si è esibita con Ci vediamo a casa, presentando la ristampa del suo album Evoluzione della specie 2.

## Il video
Dolcenera ha registrato il videoclip a inizio maggio 2012.

## Curiosità
- Il brano è stato inserito nella compilation di Radio Italia dal titolo HIT ESTATE 2012.